# Rumble
Rumble – piąte (i jak na razie ostatnie) wydawnictwo grającego hardcore punk zespołu Abhinanda. Wydana przez Desperate Records w 1998 r. płyta zawiera utwory inspirowane garażowym rock and rollem. Nie jest to płyta utrzymana w sztywnej konwencji hardcore punk. Zespół eksperymentuje, używając instrumentów klawiszowych oraz współpracując z kwartetem smyczkowym.

## Lista utworów
1. Junior
2. Highway tonight
3. The rumble
4. Easy digestion
5. Showdown
6. N° 1
7. Centipede
8. The preacher
9. Take it away
10. Shuffle the deck
11. La musica continua